# Woodson, Texas
Woodson là một thị trấn thuộc quận Throckmorton, tiểu bang Texas, Hoa Kỳ. Năm 2010, dân số của thị trấn này là 264 người.

## Dân số
- Dân số năm 2000: 296 người.
- Dân số năm 2010: 264 người.